# Vladímir Artiómov
Vladímir Nikolàievitx Artiómov (en rus: Владимир Николаевич Артёмов) (Vladímir, Unió Soviètica 1964) és un gimnasta artístic rus, ja retirat, guanyador de cinc medalles olímpiques.

## Biografia
Va néixer el 7 de novembre de 1964 a la ciutat de Vladímir, població situada a la província del mateix nom, que en aquells moments estava situada a la República Socialista Federada Soviètica de Rússia (Unió Soviètica) i que avui en dia forma part de la Federació Russa.
És pare del gimnasta i medallista olímpic Sasha Artemev.

## Carrera esportiva
Absent dels Jocs Olímpics d'estiu de 1984 realitzats a Los Angeles (Estats Units) pel boicot polític decretat pel seu país, va participar, als 23 anys, en els Jocs Olímpics d'Estiu de 1988 celebrats a Seül (Corea del Sud), on fou el gran dominador de la gimnàstica masculina. En aquests Jocs guanyà cinc medalles: quatre medalles d'or en les proves d'equip, individual, barra fixa i barres paral·leles; així com una medalla de plata en la prova d'exercici de terra.
Al llarg de la seva carrera activa guanyà tretze medalles en el Campionat del Món de gimnàstica artística, entre elles sis medalles d'or.
L'any 1990 abandonà la Unió Soviètica i s'instal·là als Estats Units, abandonant la pràctica esportiva.